# 글로리아 헨리

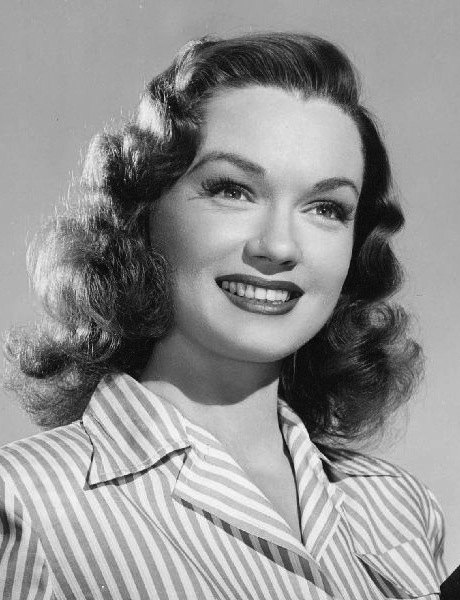

글로리아 헨리(Gloria Henry, 1923년 4월 2일 ~ )는 미국의 배우, 텔레비전 배우, 영화배우이다.
뉴올리언스에서 태어났다.

## 영화
- 리썰 참 (1991년)
- 천재 소년 두기 (1989년)
- 달라스 (1978년)
- 개구쟁이 데니스 (1959년)
- 애보트와 코스텔로- 크리스마스 쇼 (1952년)
- 오명의 목장 (1952년)